# Bajna, Komárom-Esztergom
Bajna  este un sat în districtul Esztergom, județul Komárom-Esztergom, Ungaria, având o populație de 1.963 de locuitori (2011). 

## Demografie
Componența etnică a satului Bajna
     Maghiari (96,37%)
     Romi (1,95%)
     Necunoscut (0,49%)
     Alții (1,19%)
Componența confesională a satului Bajna
     Romano-catolici (65%)
     Reformați (9,98%)
     Fără religie (7,59%)
     Necunoscută (16,76%)
     Alte religii (0,66%)
Conform recensământului din 2011, satul Bajna avea 1.963 de locuitori. Din punct de vedere etnic, majoritatea locuitorilor (96,37%) erau maghiari, cu o minoritate de romi (1,95%). Apartenența etnică nu este cunoscută în cazul a 0,49% din locuitori.  Din punct de vedere confesional, majoritatea locuitorilor (65,0%) erau romano-catolici, existând și minorități de reformați (9,98%) și persoane fără religie (7,59%). Pentru 16,76% din locuitori nu este cunoscută apartenența confesională.